# Teodor Wojczyński
Teodor Skarbek Wojczyński herbu Abdank – podkomorzy rawski w 1767 roku, chorąży rawski, pisarz grodzki rawski, marszałek konfederacji radomskiej,  poseł województwa rawskiego na Sejm Repninowski.
Poseł województwa rawskiego na sejm konwokacyjny 1764 roku. W załączniku do depeszy z 2 października 1767 roku do prezydenta Kolegium Spraw Zagranicznych Imperium Rosyjskiego Nikity Panina, poseł rosyjski Nikołaj Repnin określił go jako posła wątpliwego dla realizacji rosyjskich planów na sejmie 1767 roku, poseł ziemi rawskiej na sejm 1767 roku.
W 1780 roku odznaczony Orderem Świętego Stanisława.